# Kleine Streifenspitzmaus
Die Kleine Streifenspitzmaus (Sorex bedfordiae) ist eine Spitzmausart aus der Gattung der Rotzahnspitzmäuse (Sorex). Sie kommt in Südasien in China, Nepal und Myanmar vor.

## Merkmale
Mit einer Kopf-Rumpf-Länge von 5 bis 7,2 Zentimetern zählt die Kleine Streifenspitzmaus zu den mittelgroßen Spitzmausarten. Der Schwanz erreicht eine Länge von 48 bis 66 Millimetern und ist damit kürzer als der Restkörper, der Hinterfuß ist 11 bis 15 Millimeter lang. Die Rückenfärbung und Bauchfärbung ist fast monochrom dunkelbraun, die Bauchseite ist etwas heller als der Rücken. Bei den meisten Individuen verläuft ein schwarzer Streifen vom Nacken über die Mitte des Rückens.
| 1 | · | 5 | · | 1 | · | 3 | = 32 |
| 1 | · | 1 | · | 1 | · | 3 | = 32 |

Der Schädel hat eine Gesamtlänge von 17 bis 19 Millimetern und eine Länge der oberen Zahnreihe von 7,1 bis 8,1 Millimetern. Wie die meisten Arten der Gattung besitzt die Art im Oberkiefer pro Hälfte einen Schneidezahn (Incisivus) und danach fünf einspitzige Zähne, einen Vorbackenzahn (Praemolar) und drei Backenzähne (Molares). Im Unterkiefer besitzt sie dagegen einen einzelnen Eckzahn (Caninus) hinter dem Schneidezahn. Insgesamt verfügen die Tiere damit über ein Gebiss aus 32 Zähnen. Die Zahnwurzeln sind wie bei den meisten Rotzahnspitzmäusen rot gefärbt. Die ersten drei einspitzigen Zähne des Oberkiefers sind etwa gleich groß, der vierte und fünfte nehmen in ihrer Größe graduell ab oder sind gleich groß. In ihrem Erscheinungsbild entspricht sie sehr stark S. cylindricauda, sie ist jedoch etwas kleiner und der Schwanz ist im Verhältnis zum Körper länger, zudem ist der fünfte einspitzige Zahn deutlich kleiner.

## Verbreitung

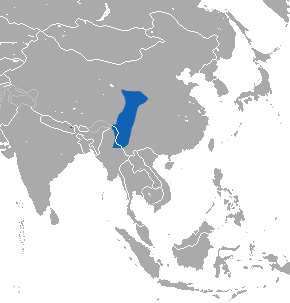
Verbreitungsgebiet (blau) von Sorex bedfordiae

Die Kleine Streifenspitzmaus kommt in Südasien in der China, in Nepal und im Norden von Myanmar vor. In Nepal ist die Art aus Khumjung und Ringmo bekannt, in China lebt sie im Süden der Provinz Gansu und vom westlichen Shensi nach Yunnan. Die Höhenverbreitung liegt bei etwa 2135 bis 4270 Metern.

## Lebensweise
Über die Lebensweise dieser Art liegen wie bei vielen Arten der Gattung nur wenige Daten vor. Die Kleine Streifenspitzmaus ist aus Nepal vor allem aus Bergwäldern und -wiesen in Höhen über 4000 Metern bekannt, in China lebt sie in geringerer Höhe vor allem in der Rhododendron-Nadelwald-Zone. Sie lebt am Boden in der Blattstreu und wie alle Spitzmäuse ernährt sie sich von wirbellosen Tieren, vor allem Insekten. Über die Fortpflanzung liegen keine Beobachtungen vor.

## Systematik
Die Kleine Streifenspitzmaus wird als eigenständige Art innerhalb der Gattung der Rotzahnspitzmäuse (Sorex) eingeordnet, die aus etwa 80 Arten besteht. Die wissenschaftliche Erstbeschreibung stammt von Oldfield Thomas aus dem Jahr 1911, der ein Individuum aus dem Emei Shan in der Provinz Sichuan beschrieb. Die Art wurde teilweise S. cylindricauda als Unterart zugeordnet, wird heute jedoch als Art anerkannt. Innerhalb der Gattung wird die Art der Untergattung Sorex eingeordnet.
Innerhalb der Art werden neben der Nominatform Sorex bedfordiae bedfordiae keine weiteren Unterarten unterschieden.

## Bedrohung und Schutz
Die Kleine Streifenspitzmaus wird von der International Union for Conservation of Nature and Natural Resources (IUCN) aufgrund des relativ großen Verbreitungsgebietes und der angenommenen großen Bestände als nicht gefährdet (least concern) eingeordnet. Potenzielle bestandsgefährdende Bedrohungen sind nicht bekannt.

## Belege
1. 1 2 3 4 5 6  
Robert S. Hoffmann, Darrin Lunde: Lesser striped shrew. In: Andrew T. Smith, Yan Xie: A Guide to the Mammals of China. Princeton University Press, Princeton NJ 2008, ISBN 978-0-691-09984-2, S. 314.
2. 1 2 3  
Sorex bedfordiae in der Roten Liste gefährdeter Arten der IUCN 2013.2. Eingestellt von: S. Molur, 2008. Abgerufen am 1. Januar 2014.
3. 1 2 3 4  
Sorex bedfordiae (Memento des Originals vom 2. Januar 2014 im Internet Archive)  Info: Der Archivlink wurde automatisch eingesetzt und noch nicht geprüft. Bitte prüfe Original- und Archivlink gemäß Anleitung und entferne dann diesen Hinweis.. In: Don E. Wilson, DeeAnn M. Reeder (Hrsg.): Mammal Species of the World. A taxonomic and geographic Reference. 2 Bände. 3. Auflage. Johns Hopkins University Press, Baltimore MD 2005, ISBN 0-8018-8221-4.